# Otto Scharmer

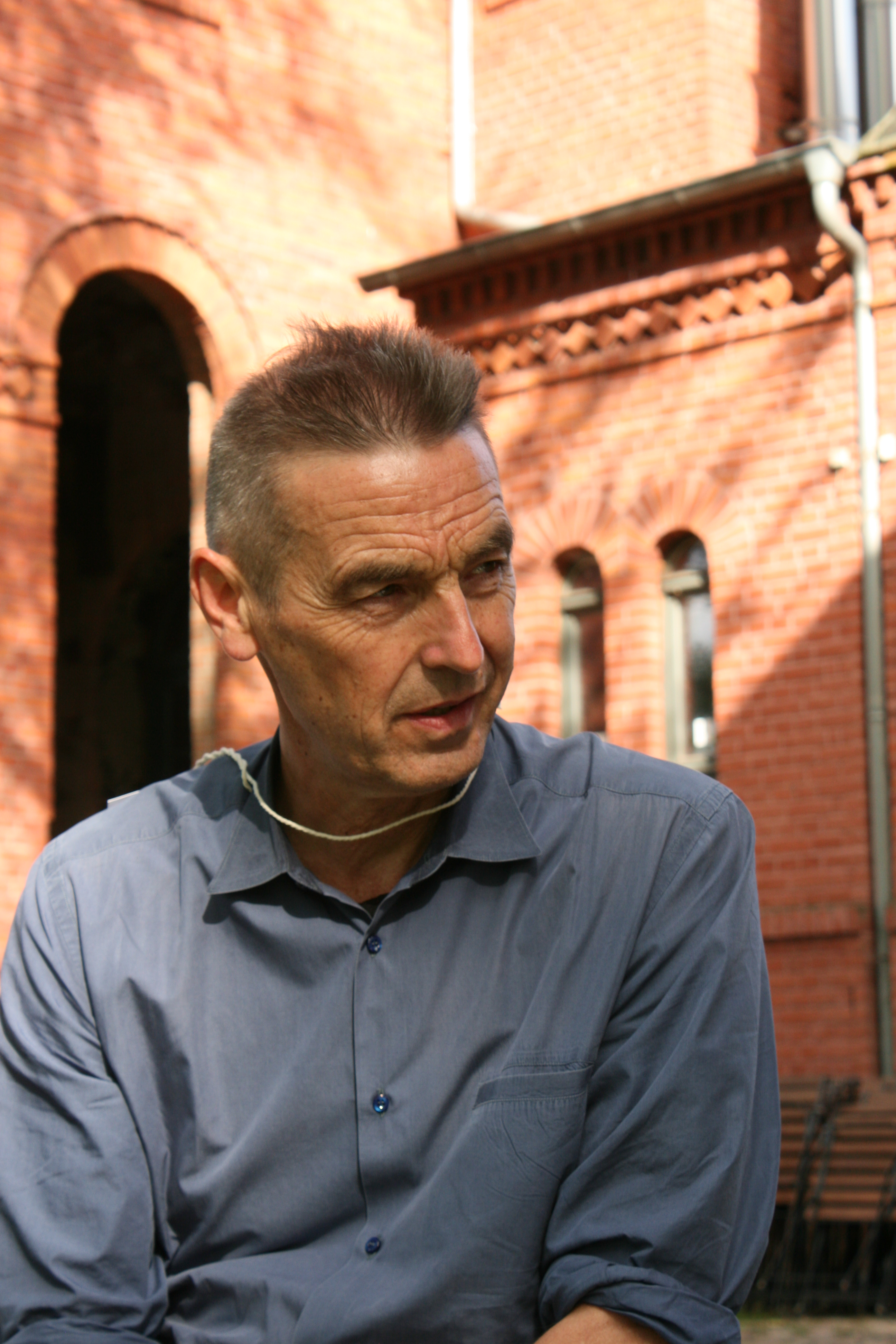
Otto Scharmer (2017)

Claus Otto Scharmer (* 1961) ist ein deutscher Ökonom, Senior Lecturer und Aktionsforscher am Massachusetts Institute of Technology (MIT) in Cambridge (USA) und Gründer des dortigen Presencing Institute. Er ist Leiter des MIT-IDEAS-Programms für branchenübergreifende Innovation und Autor oder Co-Autor mehrerer Bücher.

## Biografie
Otto Scharmer promovierte im Fachbereich Ökonomie und Management an der Universität Witten/Herdecke. 2015 war er Mitbegründer des MITx u-lab, eines Massive Open Online Course mit mehr als 140.000 Nutzern aus 185 Ländern. Scharmer ist Berater großer Unternehmen, internationaler Institutionen und Nichtregierungsorganisationen in den USA, Europa, Afrika und Asien.

## Theorie U
Besondere Aufmerksamkeit fanden die von ihm entwickelte Theorie U und der damit verbundene, von ihm „Presencing“ genannte Ansatz, soziale Veränderungsprozesse anhand individuellen Denkens und Handelns zu beschreiben. Der Buchstabe U zeichnet dabei mit seiner Form den Weg der Aufmerksamkeitslenkung in Gruppen vor. Um den Punkt der Transformation, der Verwandlung „am Boden des U“ zu erreichen, müsse die Aufmerksamkeit „nach unten“ wandern, um nach dem Passieren des „Nadelöhrs am Tiefpunkt des U“ wieder auf der rechten Seite des U nach oben wandern zu können, um „das Neue in die Welt zu bringen“.
Die Transformation erfolgt in sieben Phasen: 1. Vergegenwärtigen von Mustern der Vergangenheit, 2. Innehalten: Hinsehen mit neuen Augen, 3. Umwenden: Hinspüren, Erfassung des Systems aus einer anderen Perspektive, 4. Presencing, Einfühlen auf mögliche Zukünfte (Tiefpunkt des U), 5. Verdichten, eine Sprache für die Intention finden, 6. Erproben, Entwicklung neuer Handlungsmuster, 7. In die Welt bringen.
Dieses Herangehen fand angeblich im Change Management, der Nachhaltigkeitsforschung und den sozialen Bewegungen Anklang.

## Stefan Kühls Kritik an der Theorie U
Der Bielefelder Soziologie-Professor Stefan Kühl hat belegt, warum die Theorie U sämtliche Kriterien einer Managementmode erfüllt: "So eine Mode gibt sich nie damit zufrieden, nur Organisationen optimieren zu wollen, sondern es wird immer gleich auch die Veränderung sowohl des Einzelnen als auch der Gesellschaft versprochen. Laut Stefan Kühl immunisiert sich die Theorie U geschickt gegen Kritik. Otto Scharmer, der Begründer der Theorie, unterstellt seinen Kritikern, dass sie den „Resonanzkörper“, den seine Theorie zum Schwingen bringt, behindern. Wer die Theorie kritisiert, wird also implizit als jemand dargestellt, der den tiefen sozialen und spirituellen Prozess der Theorie U nicht versteht oder blockiert. Diese Haltung sorgt dafür, dass jede Form von Kritik als unzureichend oder falsch wahrgenommen wird, da der Kritiker nicht die „unsichtbare Dimension des sozialen Prozesses“ erfasst. Durch diese rhetorische Strategie wird Kritik abgewertet und es entsteht der Eindruck, dass die Theorie unangreifbar ist, da nur diejenigen, die den Prozess vollständig durchlaufen, sie wirklich verstehen können. Kühl bezeichnet dies als eine Immunisierungsstrategie, die Kritik an der Theorie erschwert, weil Kritiker sofort als „ewig Gestrige“ dargestellt werden, die den neuen Denkansatz nicht nachvollziehen können.
In seinem Artikel kritisiert Stefan Kühl die „Theorie U“ von Otto Scharmer in vier zentralen Punkten, die er als „blinde Flecken“ bezeichnet:
1. Gleichzeitige Veränderung von allem und allen: Kühl argumentiert, dass die Theorie U den typischen Anspruch einer Managementmode hat, indem sie verspricht, nicht nur Organisationen, sondern gleich die gesamte Gesellschaft und das Individuum zu transformieren. Dabei kritisiert er, dass diese Theorie die Komplexität sozialer Systeme nicht ausreichend berücksichtigt. Veränderungen auf verschiedenen Ebenen (z. B. Familie, Organisation, Gesellschaft) folgen unterschiedlichen Logiken, die in der Theorie U ignoriert werden.
2. Aufhebung der Differenzen zwischen Wissenschaft, Wirtschaft, Politik und Religion: Kühl hebt hervor, dass Scharmer den Anspruch hat, diese verschiedenen gesellschaftlichen Bereiche zu einer neuen Praxis zu vereinen. Kühl sieht dies jedoch als problematisch, da es die funktionale Differenzierung moderner Gesellschaften missachtet, bei der jedes System (z. B. Wissenschaft, Politik, Religion) seine eigene Logik verfolgt.
3. Negierung von Interessenkonflikten: Ein weiterer Kritikpunkt ist, dass die Theorie U Interessenkonflikte durch eine Gemeinschaftsideologie ausblendet. Scharmer stellt die Gemeinschaft und kollektive Führung in den Vordergrund und negiert damit strukturelle Interessenkonflikte, die laut Kühl jedoch zentral für soziale Prozesse sind. Diese Idealisierung der Gemeinschaft kann zu einer Verhinderung von Lernprozessen führen, da Konflikte nicht mehr artikuliert werden.
4. Esoterische Steuerungsfantasie: Kühl kritisiert den esoterischen Überbau der Theorie U. Scharmers Phasenmodell erinnert laut Kühl an klassische Managementmodelle, wird jedoch mit esoterischen Begriffen wie „Presencing“ und „Prototyping“ angereichert. Kühl sieht hierin eine sprachlich verkomplizierte Steuerungsfantasie, die den tatsächlichen Entscheidungsprozessen in Organisationen nicht gerecht wird.

Weiterhin kritisiert Kühl in seiner Analyse folgende Punkte:
- Unterschiedliche Logiken sozialer Systeme: Kühl kritisiert, dass die Theorie U die Komplexität und Differenzierung sozialer Systeme ignoriert. Er betont, dass verschiedene soziale Ebenen – wie Face-to-Face-Interaktionen, Märkte, Familien oder Organisationen – nach völlig unterschiedlichen Prinzipien funktionieren. Die Theorie U geht jedoch davon aus, dass Veränderungen auf all diesen Ebenen nach einem einheitlichen Modell erfolgen können, was laut Kühl unrealistisch ist.
- Verklärung der gesellschaftlichen Veränderungen: Die Theorie U postuliert, dass gesellschaftliche Veränderungen durch die Teilnahme an Prozessen wie Scharmers Online-Kursen und durch virtuelle Zirkeltreffen erreicht werden können. Kühl hält dies für eine naive Vorstellung und kritisiert, dass die Theorie U keine konkreten und effektiven Mechanismen bietet, um wirklich tiefgreifende gesellschaftliche Transformationen zu erklären.
- Aufhebung von Differenzierungen zwischen gesellschaftlichen Bereichen: Die Theorie U strebt eine Verbindung von Wissenschaft, Wirtschaft, Politik und Religion an, was Kühl als problematisch ansieht. Er argumentiert, dass die moderne Gesellschaft durch funktionale Differenzierung geprägt ist, bei der diese Bereiche eigenständige Logiken verfolgen. Scharmers Versuch, diese Bereiche zu vereinen, wird als realitätsfern kritisiert.
- Verkürzte Sicht auf Entscheidungsprozesse: Kühl betont, dass die Theorie U Entscheidungsprozesse als zu linear und planbar darstellt. In der Realität seien Entscheidungsprozesse in Organisationen jedoch oft chaotisch und von Unsicherheiten geprägt, was in der Theorie U zu wenig berücksichtigt werde.

## Auszeichnungen
2015 erhielt er den Jamieson-Preis für herausragende Lehrleistungen am MIT und 2016 den EU Leonardo Corporate Learning Award für seine Ausarbeitung der „Theorie U zur Zukunft des Managements“. 2017 wurde er von globalgurus.org auf Platz 1 der 30 besten Bildungsfachleute der Welt gewählt.

## Veröffentlichungen
- Ästhetik als Kategorie strategischer Führung: der ästhetische Typus von wirtschaftlichen Organisationen ; die künstlerische Perspektive als Ausgangspunkt der ökonomischen Theorie ; auf der Suche nach der gegenwartsfähigen Universität. Urachhaus, Stuttgart 1991, ISBN 978-3-87838-912-5
- Theory U: leading from the future as it emerges; the social technology of presencing. Meine, Leipzig 2007, ISBN 978-3-9811859-0-4 (Deutschsprachige und erweiterte Ausgabe: Theorie U. Von der Zukunft her führen. Presencing als soziale Technik. Carl-Auer-Verlag, Heidelberg 2020, ISBN 978-3-8497-0347-9.)
- mit Katrin Käufer: Von der Zukunft her führen: von der Egosystem- zur Ökosystem-Wirtschaft; Theorie U in der Praxis. Carl-Auer-Verlag, Heidelberg 2014, ISBN 978-3-8497-0042-3
- Essentials der Theorie U. Grundprinzipien und Anwendungen. Carl-Auer-Verlag, Heidelberg 2019.